# Ronnebyåns dämningsområde
Ronnebyåns dämningsområde är en sjö i Ronneby kommun i Blekinge och ingår i Ronnebyåns huvudavrinningsområde. Sjön har en area på 0,588 kvadratkilometer och ligger 96,1 meter över havet. Sjön avvattnas av vattendraget Ronnebyån.

## Delavrinningsområde
Ronnebyåns dämningsområde ingår i det delavrinningsområde (625266-146434) som SMHI kallar för Utloppet av Ronnebyån (Dämn Omr). Medelhöjden är 114 meter över havet och ytan är 6,47 kvadratkilometer. Räknas de 45 avrinningsområdena uppströms in blir den ackumulerade arean 962,43 kvadratkilometer. Avrinningsområdets utflöde Ronnebyån mynnar i havet. Avrinningsområdet består mestadels av skog (82 %). Avrinningsområdet har 0,64 kvadratkilometer vattenytor vilket ger det en sjöprocent på 9,9 %.